# 文化宮 (特拉維夫)

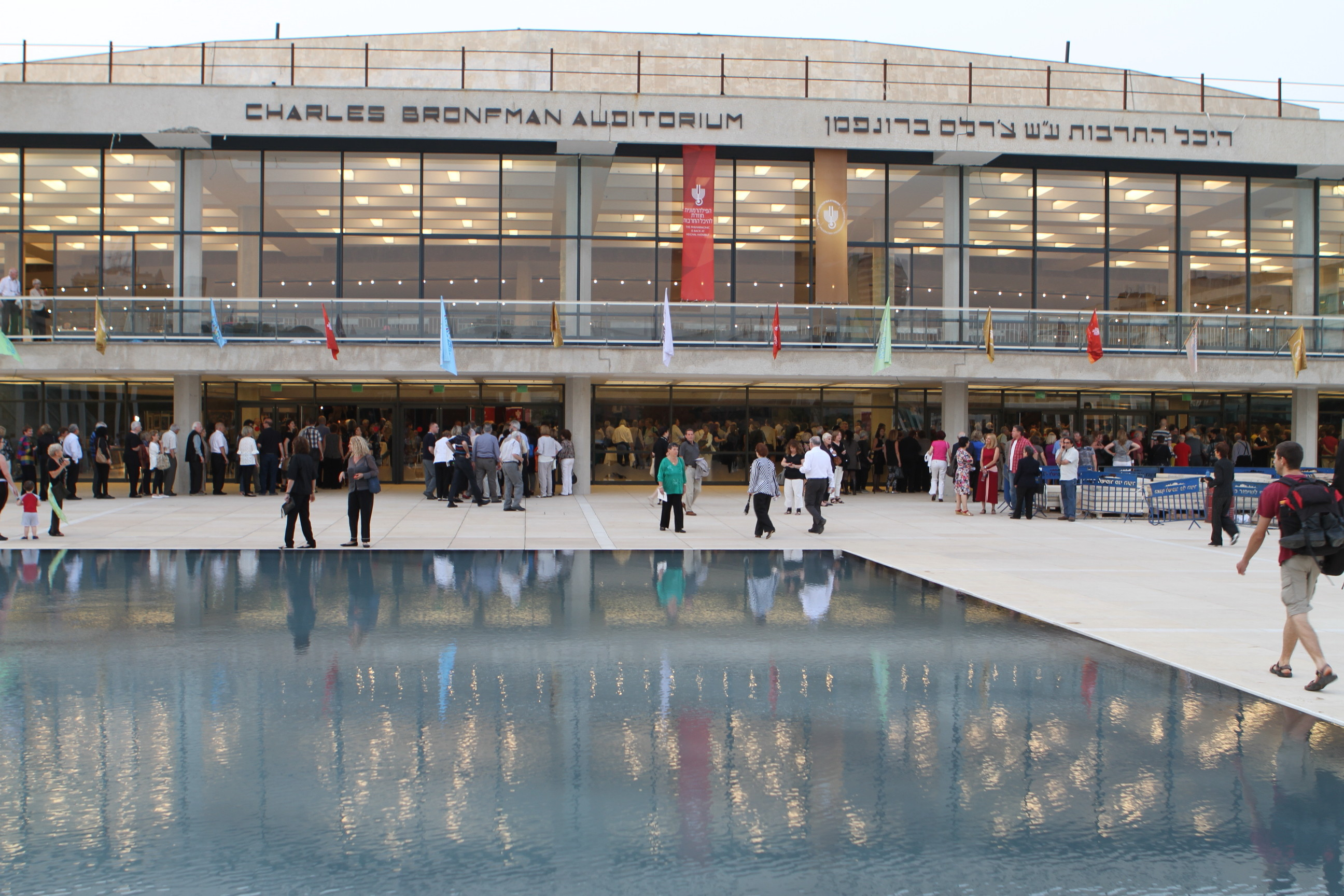
文化宮

文化宮是以色列特拉維夫的一座表演設施。特拉維夫文化宮是特拉維夫最大的音樂廳，也是以色列愛樂樂團的所在地，位於舞台廣場。特拉維夫文化宮開幕於1957年，設計者是Dov Karmi、Zeev Rechter和Yaakov Rechter。2011年至2013年，特拉維夫文化宮進行了翻新，並在2013年重新開幕。文化宮的正式名稱是查爾斯·布隆夫曼禮堂（Charles Bronfman Auditorium），取自於加拿大裔美國人商人和慈善家查爾斯·布隆夫曼。